# Bühnentanz
Bühnentanz (Tanzkunst auf der Bühne) ist neben Sprechtheater und Musiktheater die dritte klassische Form des Theaters. Darunter versteht man alle Arten des Tanzes, die auf der Theaterbühne aufgeführt werden, sowohl Tanzeinlagen in Oper, Operette und Musical, als auch eigenständige abendfüllende Choreografien.

## Geschichte

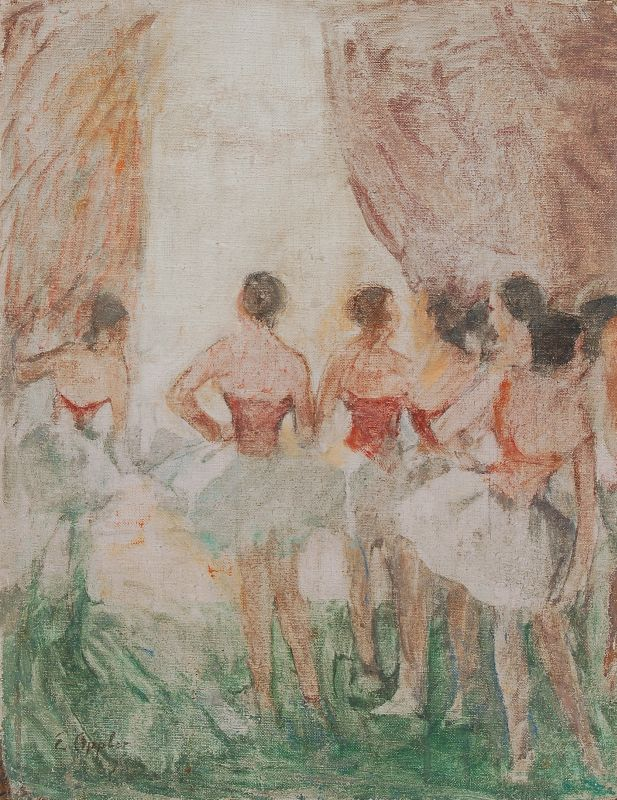
Gemälde „Vor dem Auftritt“ von Ernst Oppler, 1912

Die Geschichte des Bühnentanzes ist bis zum Ende des 19. Jahrhunderts die Geschichte des klassischen Balletts. Mit Isadora Duncan entstand dann eine Bewegung gegen die starren Konventionen des klassischen Balletts. Diese Idee des „Freien Tanzes“ wurde unter anderen von Ruth St. Denis, Mary Wigman (Ausdruckstanz) und Martha Graham (Modern Dance), aufgegriffen und weiterentwickelt. Nach dem Zweiten Weltkrieg und besonders in den 1960er und 1970er Jahren entstand eine Vielzahl von neuen choreografischen Stilen und Tanztechniken, zum Beispiel Tanztheater (Pina Bausch), Butoh und neoklassisches Ballett (Uwe Scholz). Die aktuellen Stile und Entwicklungen des Bühnentanzes werden unter dem Begriff zeitgenössischer Tanz zusammengefasst.

## Abgrenzung
In Gegensatz zum Bühnentanz entwickelt die Performance (Kunst) den städtischen Raum als Bühne. Die Tanzoper bezeichnet die durch Tanz dominierten Werke (Heike Hennig) und Inszenierungen im Grenzbereich zur Oper bzw. Musiktheater.

## Berufsorganisationen
Die Berufstänzer an den Theatern in Deutschland bezeichnen sich als Bühnentänzer und werden von der Genossenschaft Deutscher Bühnenangehöriger (GDBA) gewerkschaftlich vertreten. Wesentlich größer ist die Zahl der freien Bühnentänzer, die lose in Verbänden wie der Gesellschaft für zeitgenössischen Tanz NRW oder dem Bayerischen Landesverband für zeitgenössischen Tanz organisiert sind.